# Paul Ibscher
Richard Paul Ibscher (* 9. Oktober 1910 in Rixdorf bei Berlin; † 3. Mai 1983 in Meinhard) war ein deutscher Politiker (SPD).
Paul Ibscher besuchte eine Volksschule und machte eine Lehre als Etuimacher. Er trat 1928 der SPD bei und arbeitete ab 1929 als Radfahrbote beim „Vorwärts“-Verlag. Nach der „Machtergreifung“ der Nationalsozialisten arbeitete er als Packer bei Siemens und war illegal gegen das NS-Regime tätig, zeitweise war er in Haft. Ibscher wurde von der Wehrmacht eingezogen und geriet anschließend in Kriegsgefangenschaft.
Nach dem Zweiten Weltkrieg arbeitete Ibscher zunächst als Zeitungsfahrer beim „Telegraf“ und wechselte 1949 zu den Entwässerungswerken Berlin. 1952 rückte er in die Bezirksverordnetenversammlung im Bezirk Kreuzberg nach. Er wurde 1954 freigestellter Personalrat bei den Entwässerungswerken, bis er 1969 Vorstandsmitglied des Hauptpersonalrats für das Land Berlin wurde. Da Eleonore Lipschitz Regierungsdirektorin beim Senat von Berlin wurde, rückte Ibscher im Februar 1970 in das Abgeordnetenhaus von Berlin nach, dem er bis zum März 1971 angehörte.